# St. Louis–San Francisco Railway

Logo der Frisco

Die St. Louis–San Francisco Railway bzw. St. Louis and San Francisco Railway Company (kurz: Frisco bzw. SLSF) war eine amerikanische Eisenbahngesellschaft mit Firmensitz in St. Louis. Trotz des Namens erreichte die Bahngesellschaft nie die Stadt San Francisco.
Sie wurde 1876 aus den Resten des transkontinentalen Bahnprojektes Atlantic and Pacific Railroad gegründet. Der Name änderte sich am 29. Juni 1896, als die Gesellschaft nach einem Bankrott als St. Louis and San Francisco Railroad wieder ins Firmenbuch des Staates Missouri eingetragen wurde.
Nach einem weiteren Bankrott schien die SLSF ab dem 24. August 1916 als St. Louis – San Francisco Railway auf. Unter diesem Namen existierte die Gesellschaft noch bis 1980, als sie von der Burlington Northern Railroad übernommen wurde. Diese hat nicht mehr benötigte Strecken an andere Gesellschaften – u. a. die Arkansas and Missouri Railroad – verkauft.
Die Frisco bediente die Staaten Alabama, Arkansas, Florida, Kansas, Mississippi, Missouri, Oklahoma, Tennessee und Texas.